# Schwedenschanze (Dörscheid)
Bei der Schwedenschanze in Dörscheid im Mittelrheintal handelt es sich um eine Sternschanze, welche eventuell angelegt wurde, als der Landgraf von Hessen das pfälzische Kaub 1631/32 im Rahmen des Dreißigjährigen Krieges belagerte. 
Die Schanze liegt 750 Meter westlich von Dörscheid auf einer Anhöhe. Als Sternschanze ist sie heute nicht mehr zu erkennen, da sie insgesamt sehr verschleift ist. Lediglich an der Südwestspitze ist der Wall noch bis zu zwei Meter hoch. Einst war ein Graben von etwa fünf Metern Breite vorhanden, der heute nicht mehr zu erkennen ist.  

## Denkmalschutz
Der Bereich der Schanze ist ein Bodendenkmal nach dem Rheinland-Pfälzischen Denkmalschutzgesetz. Nachforschungen und gezieltes Sammeln von Funden sind genehmigungspflichtig, Zufallsfunde sind an die Denkmalbehörden zu melden.